# Moiad, Sălaj

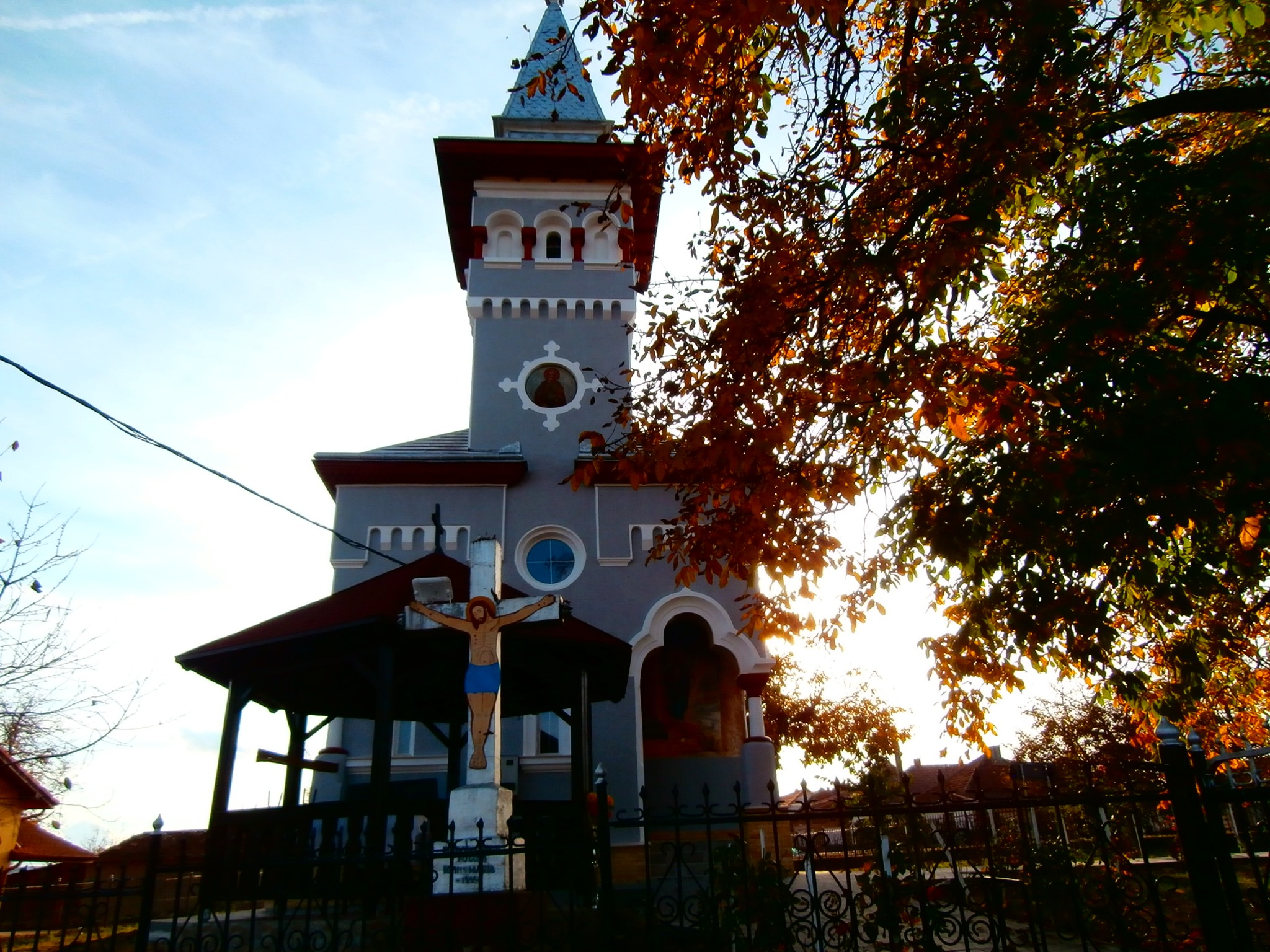

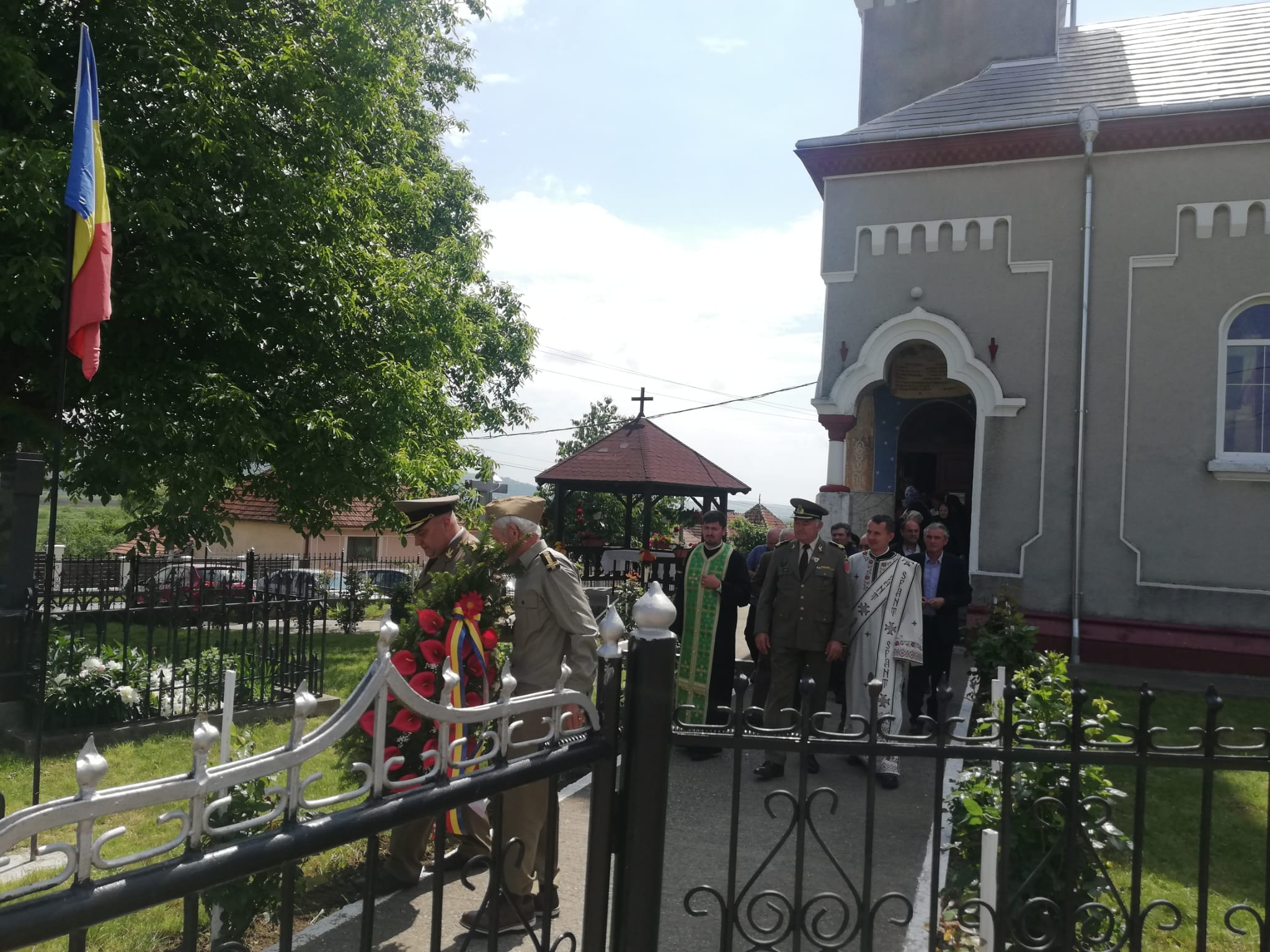

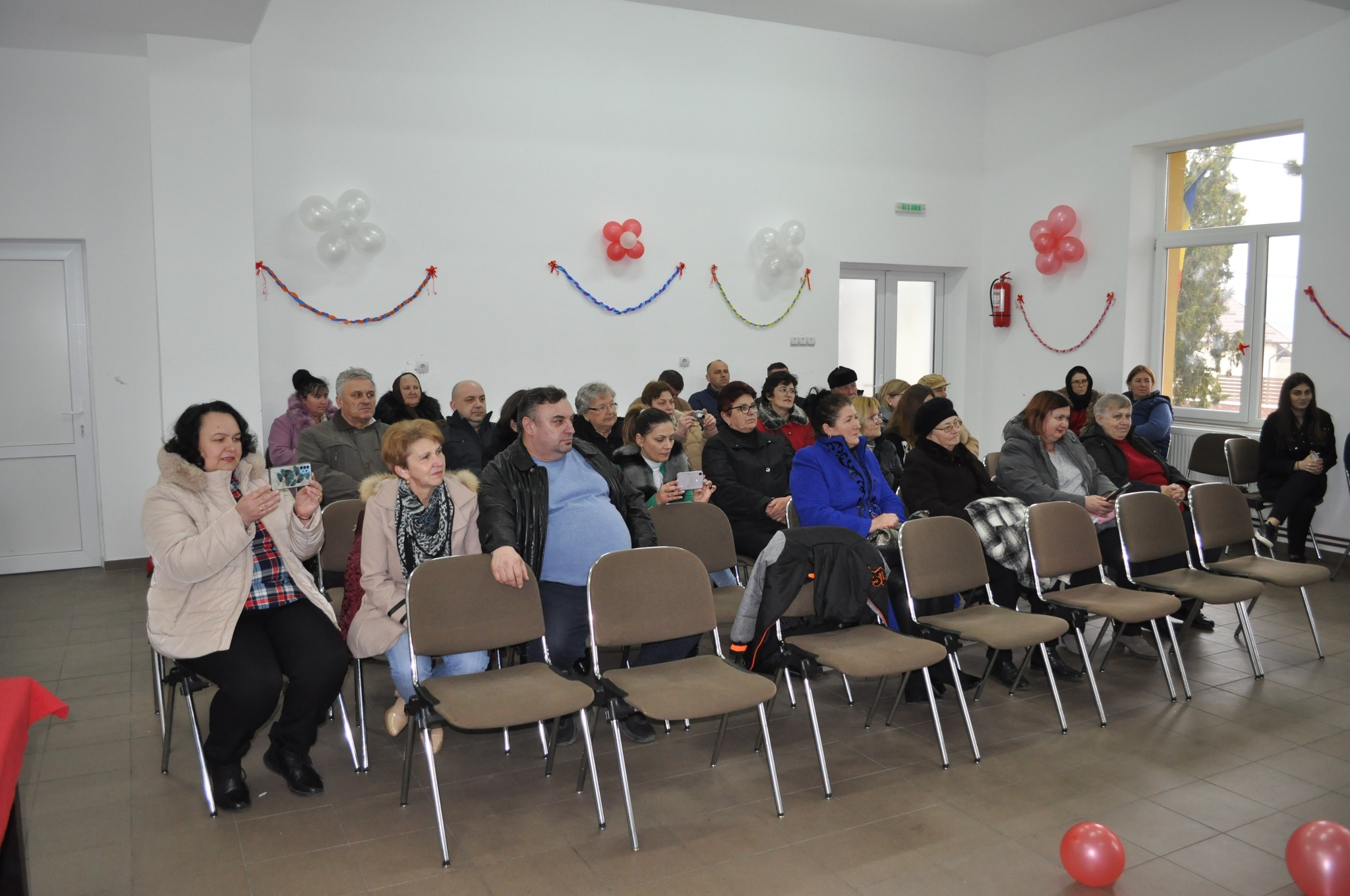

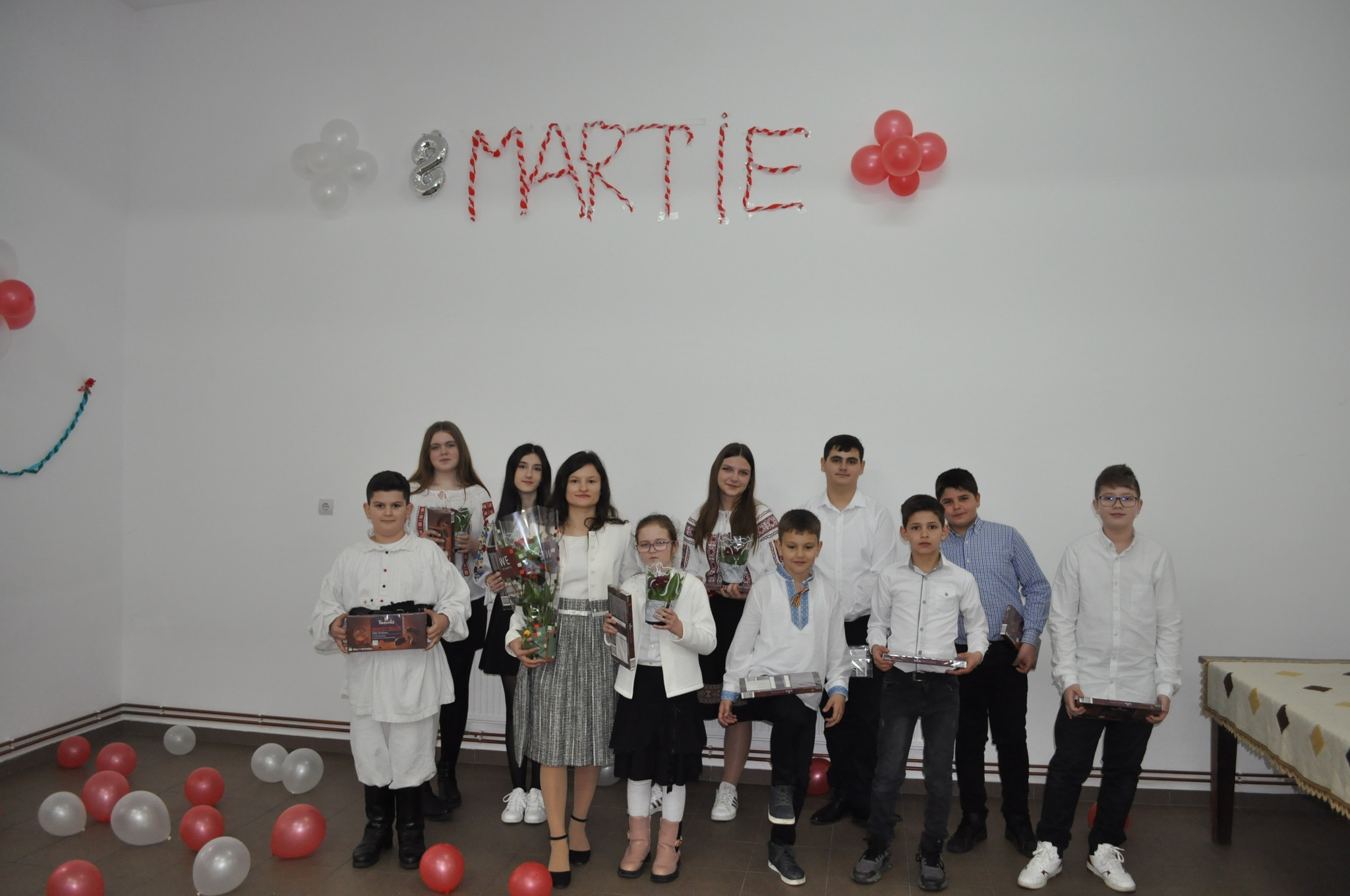

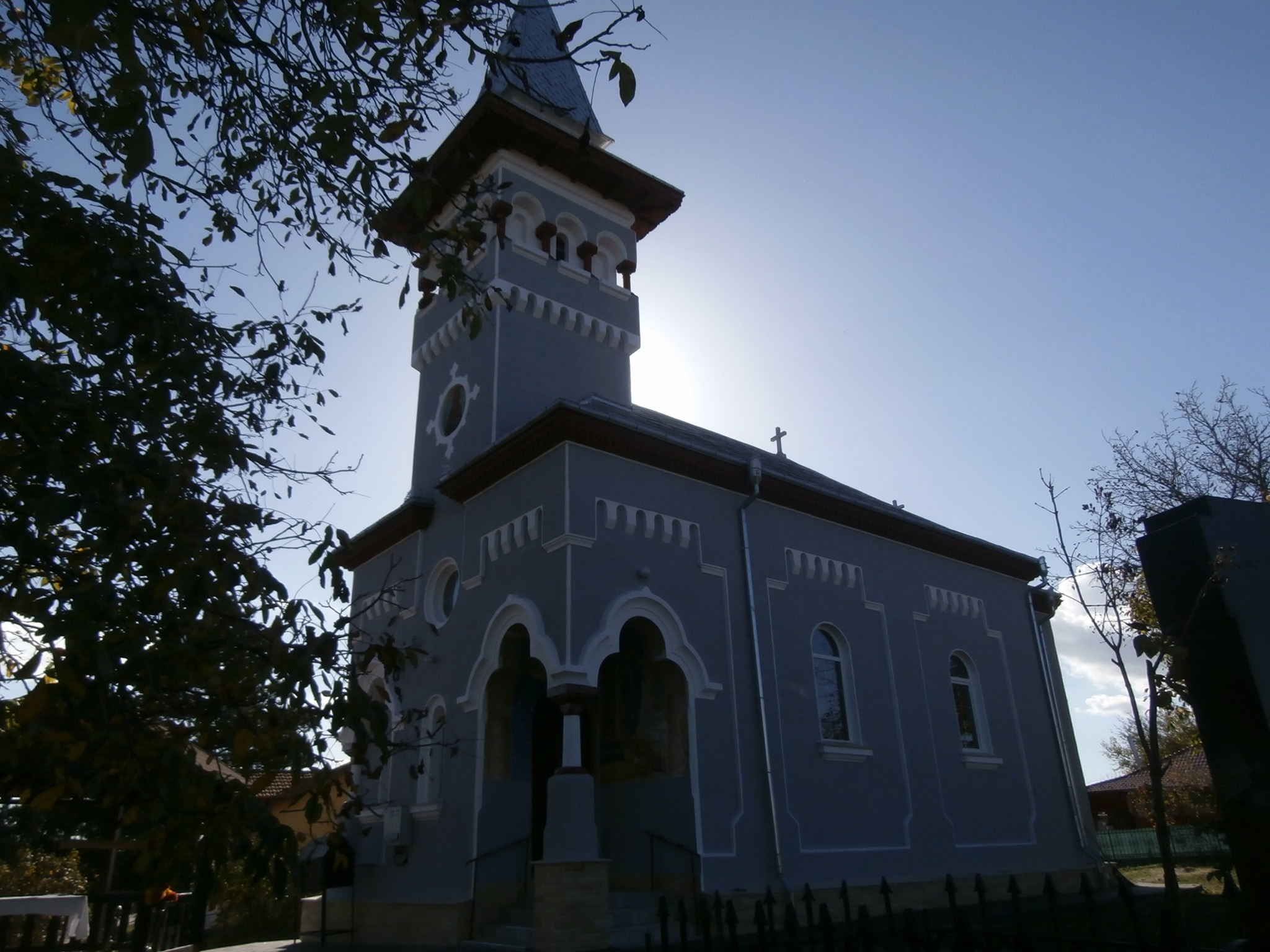

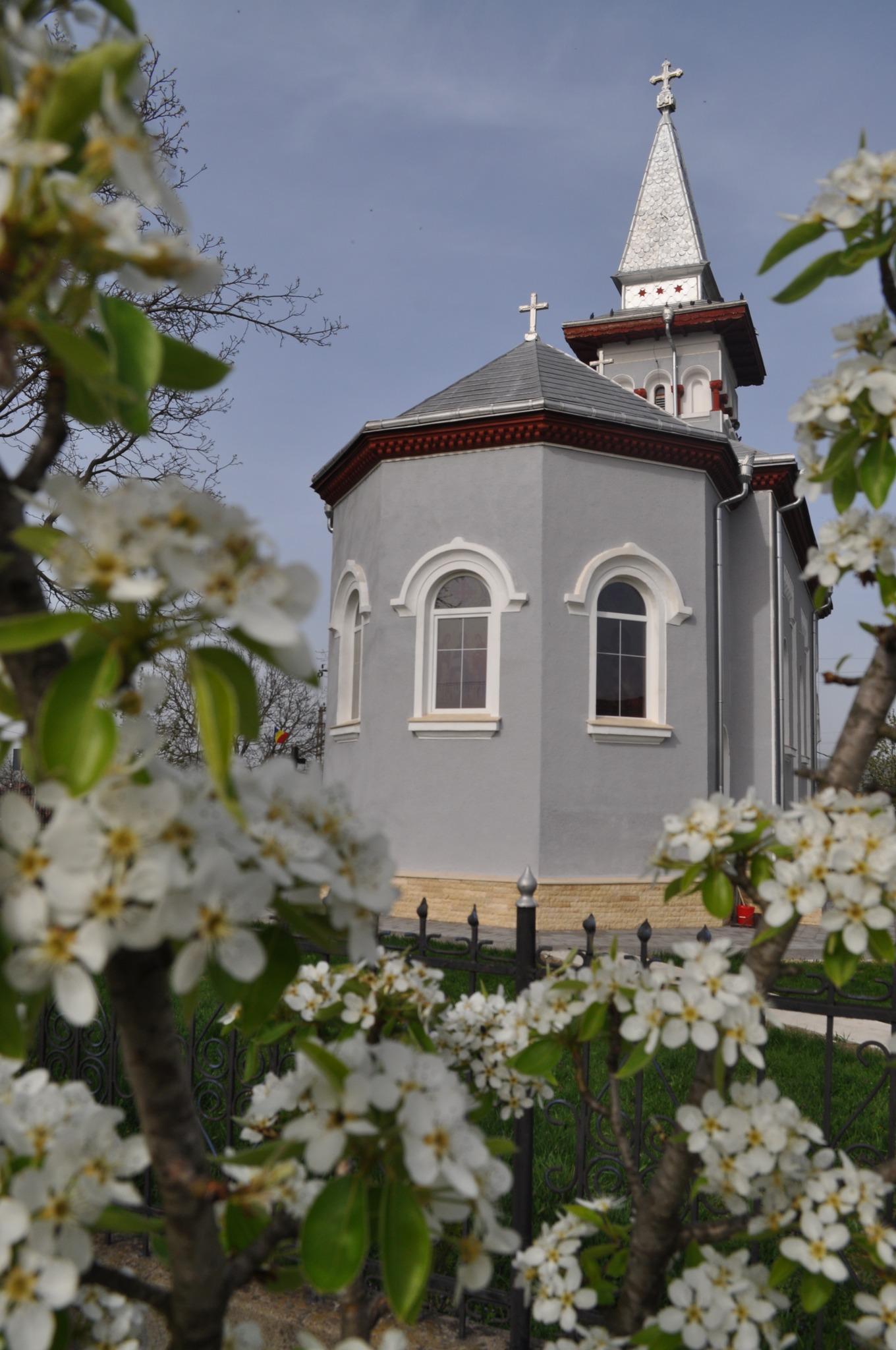

Moiad este un sat în comuna Șărmășag din județul Sălaj, Transilvania, România.

## Geografie
Satul este situat pe drumul județean DJ 108F. În apropiere este confluența dintre Râul Crasna și Râul Zalău.

## Istorie
În primele atestari documentare, satul apare sub numele de: Moiota (1205–1235), Mayad (1246), Mayod (1321), Majod (1459), Maÿad (1549). În 1850, cand localitatea avea 113 locuitori, apare ca Mojád; din cei 113 locuitori, 96 erau greco-catolici, 8 evrei, 7 reformati si 2 romano-catolici.
În anul 1908 Moiadul "are 15 fumuri [gospodării] cu 82 suflete greco-catolice. Biserică și școală are împreună cu Hidigul." Pe data de 3 iulie 1924 suita episcopului Iuliu Hossu a efectuat vizitația canonică la Moiad. Potrivit Șematismului din anul 1934, erau 115 greco-catolici în Filia Moiad (a Parohiei Măeriște). 
Biserica „Sfântul Ierarh Nicolae” a fost construită în 1936 de comunitatea greco-catolică din Moiad, care îl avea ca preot paroh pe Emil Pop. Preotul Emil Pop a fost transferat de la Crasna la parohia Măeriște (de care aparținea și Filia Moiad) doar la puțin timp înainte de construcția bisericii. Biserica a fost consacrată pe 23 mai 1937 de episcopul greco-catolic Valeriu Traian Frențiu, în prezența Dr. Mihail Gurzeu (prefectul județului Sălaj), primpretorului I. Căpâlnaș, judecătorului Coriolan Meseșan, preotului Emil Pop și altor sute de oameni. Biserica Greco-Catolică a fost scoasă în afara legii în anul 1948, iar toate proprietățile sale din Moiad au fost trecute de dictatura comunistă la Biserica Ortodoxă. 
Populatia a crescut de la 120 locuitori in 1880 la 210 in 1956, pentru a f inregistrat un maximum la recensamantul din 1966, cand erau 237 locuitori. In 1977 erau 219 locuitori, iar in 1992 erau 222. Conform Recensământul populației din 2002 (România), localitatea avea la acea dată 223 locuitori, 112 de sex masculin și 111 de sex feminin. 
De parohia Moiad apartine si Filia Lompirt, Sălaj. Din 2009, preot paroh este Iulian-Cosmin Sabău (n. 25 iunie 1982), dupa ce in perioada 1996-2009 preot a fost Stelian Gorgan (n. 13 iunie 1970). 
Conform bazei de date a cimitirelor evreiești din Europa, Lo Tishkach Arhivat în 29 noiembrie 2014, la Arhiva Web Portugheză, în Moiad există un cimitir care aparține cultului iudaic. Potrivit recensămintelor, la Moiad erau 8 evrei în 1850 și 1857, 13 evrei în 1869, 17 evrei în 1880. 

## Legături externe

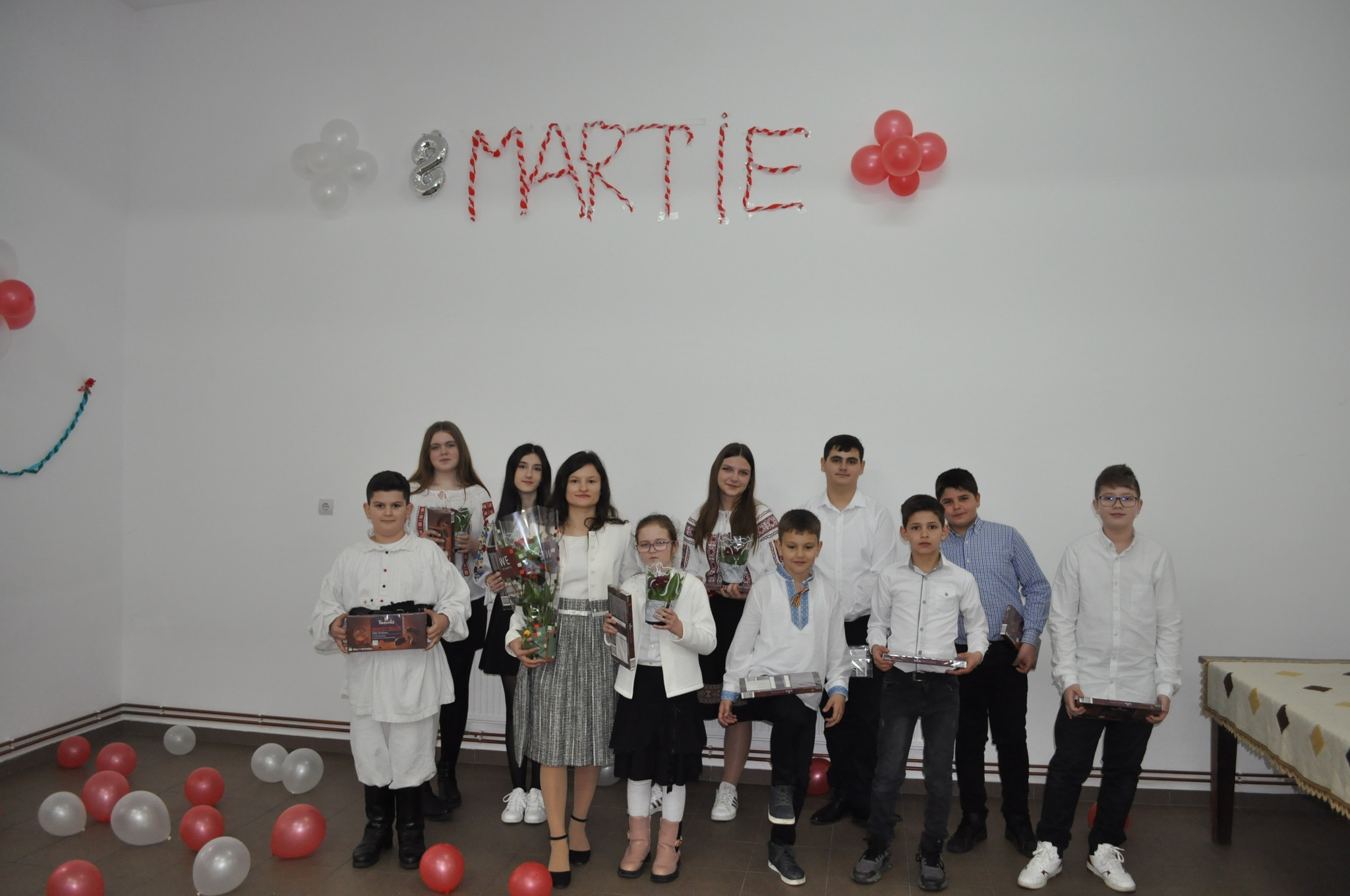

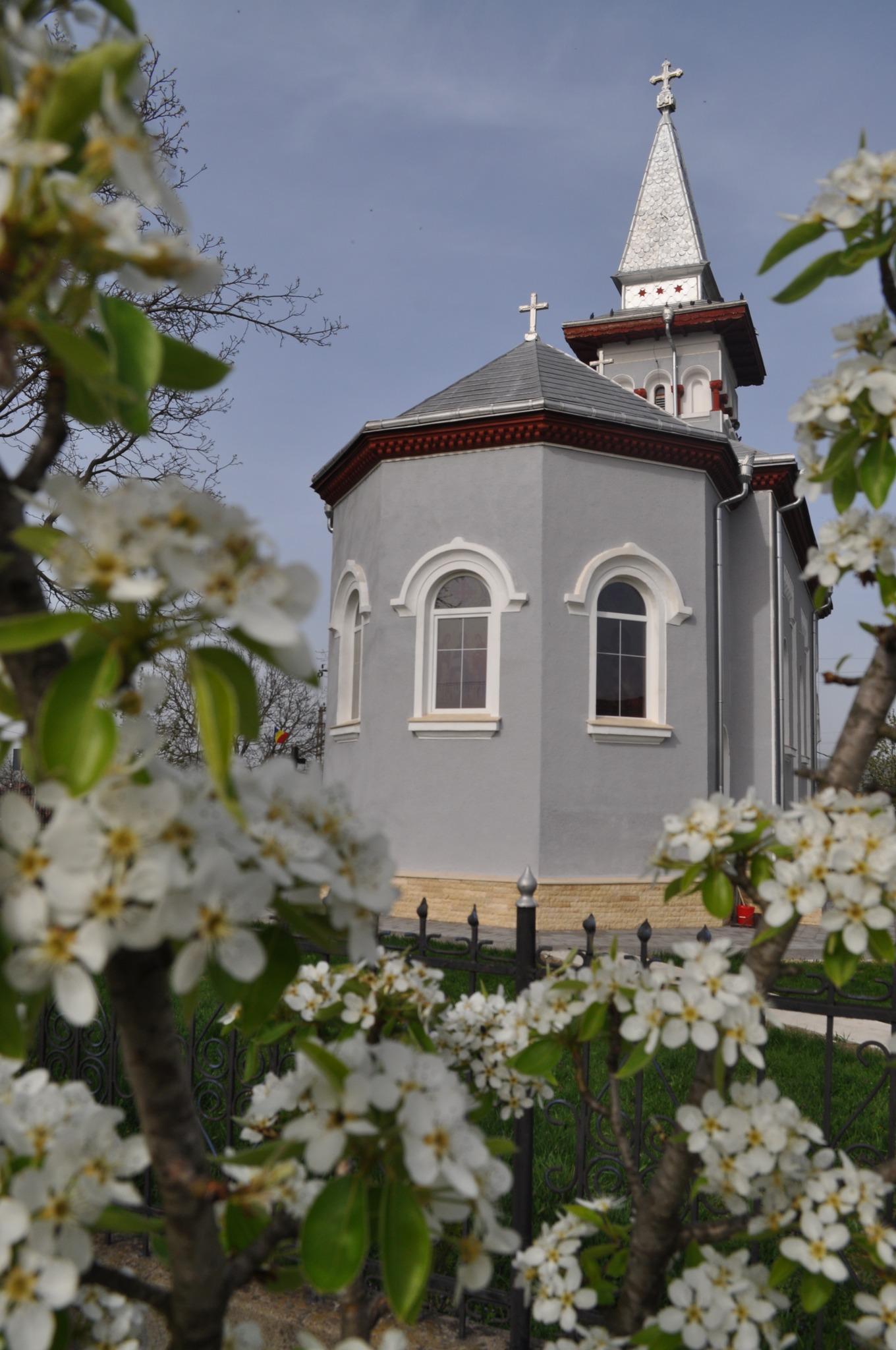
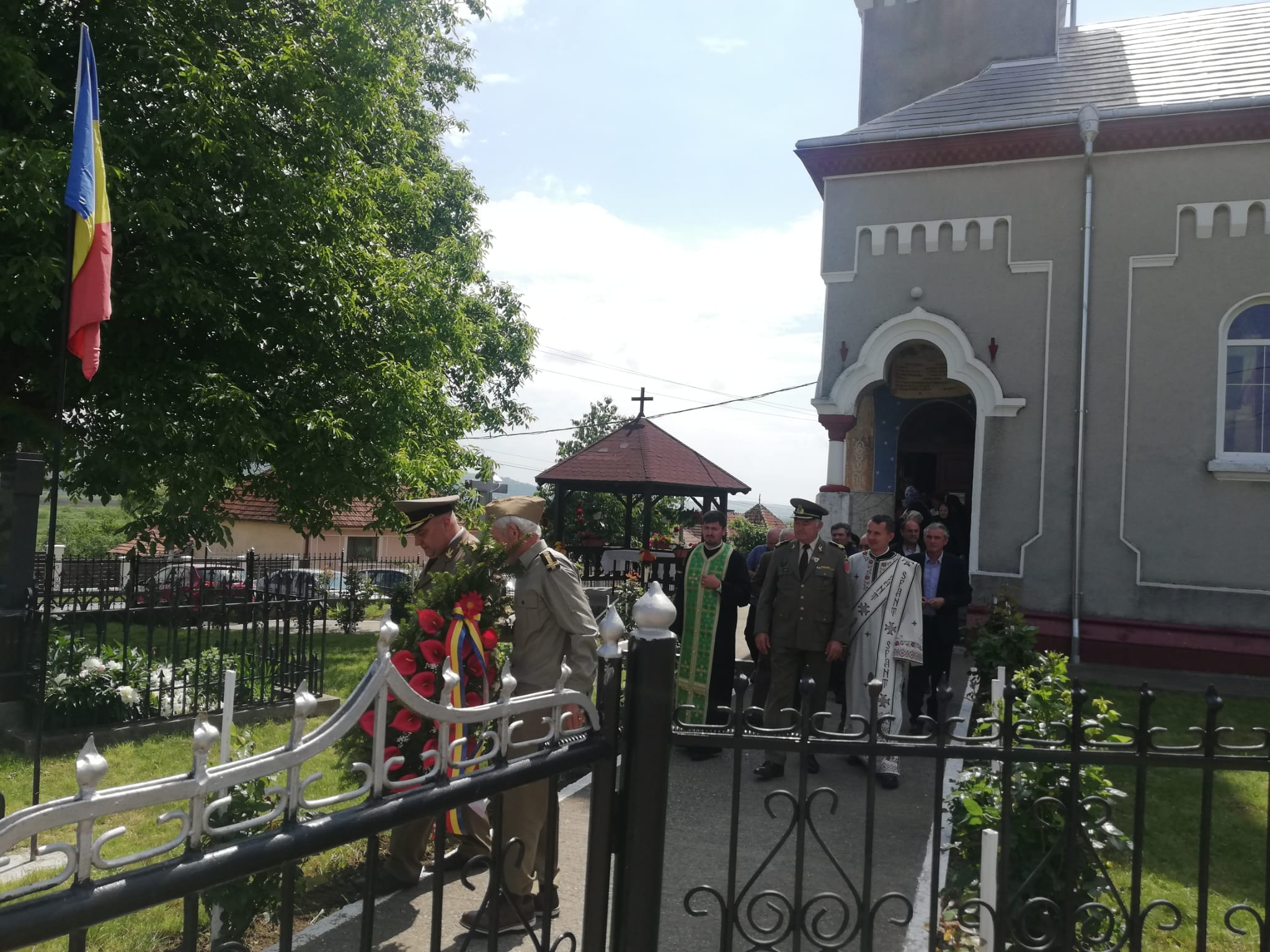
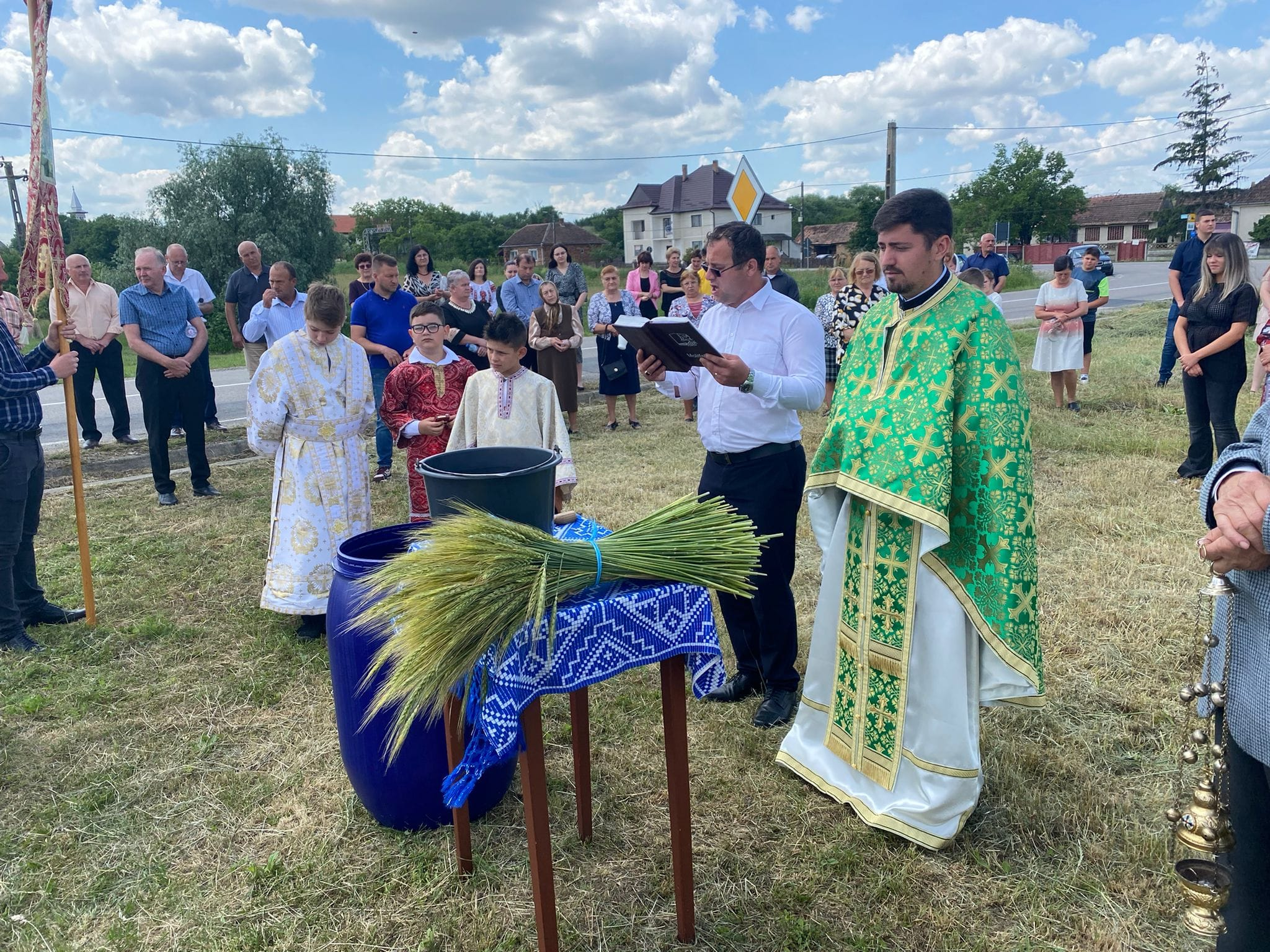
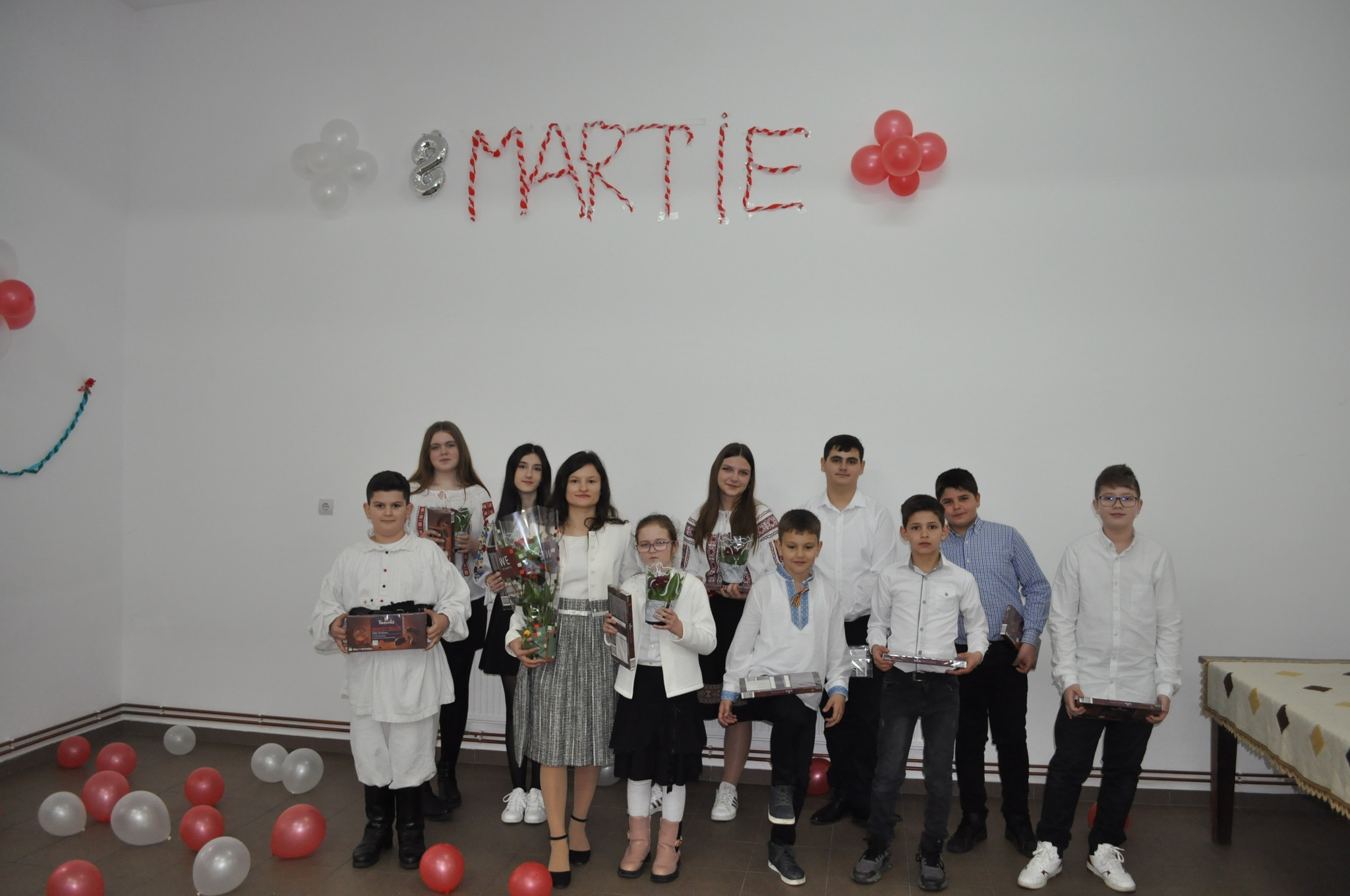
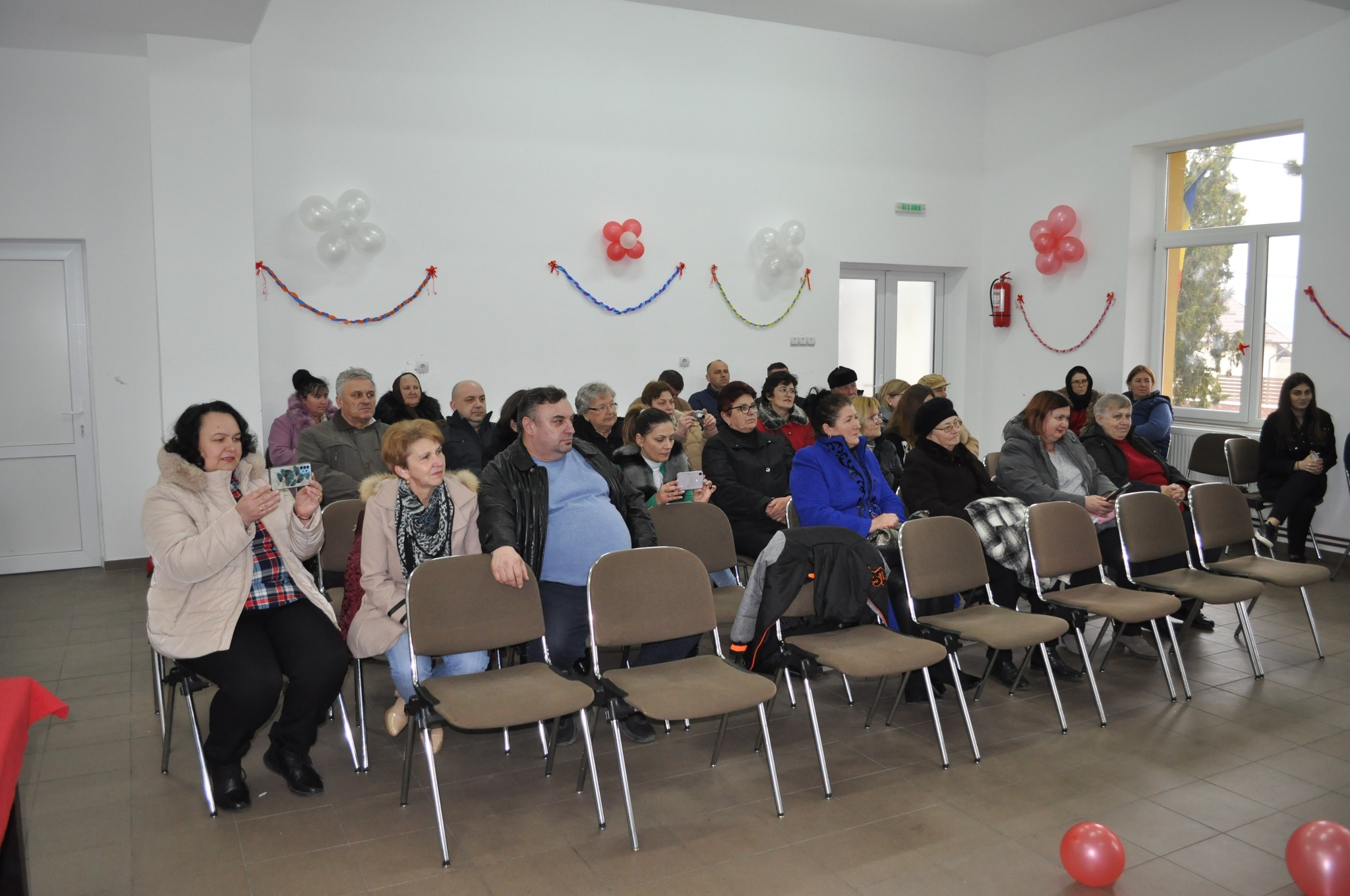
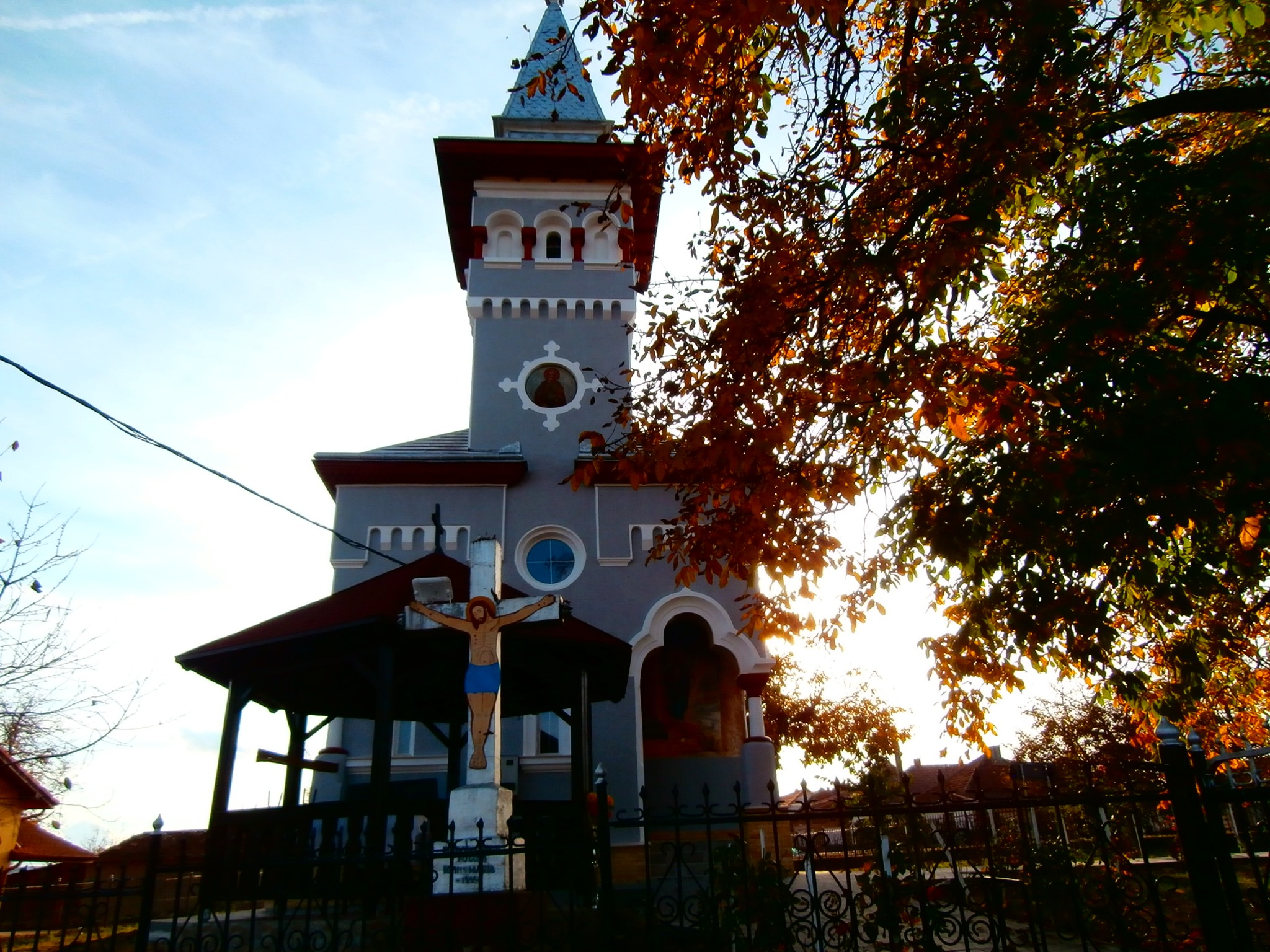
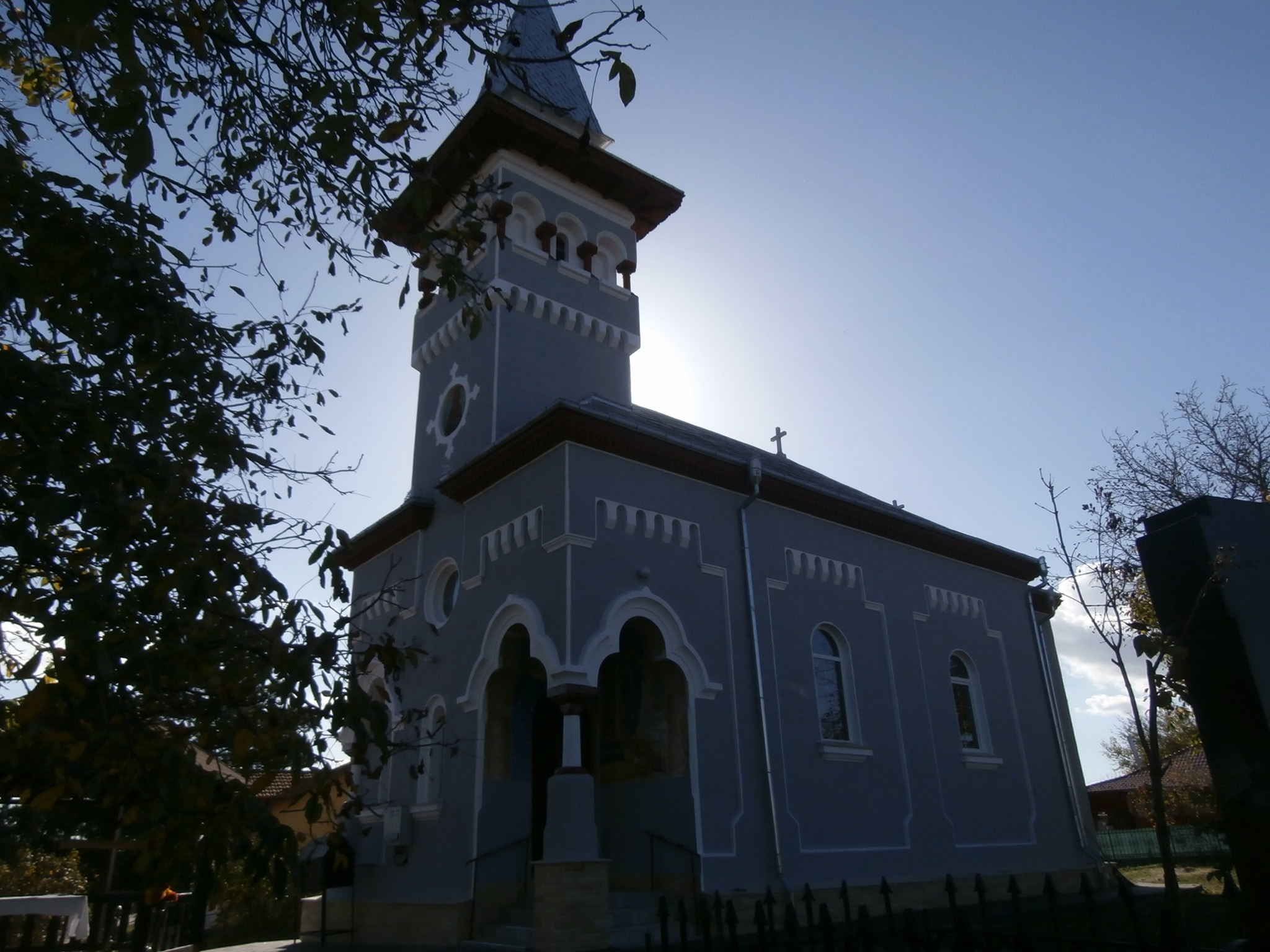

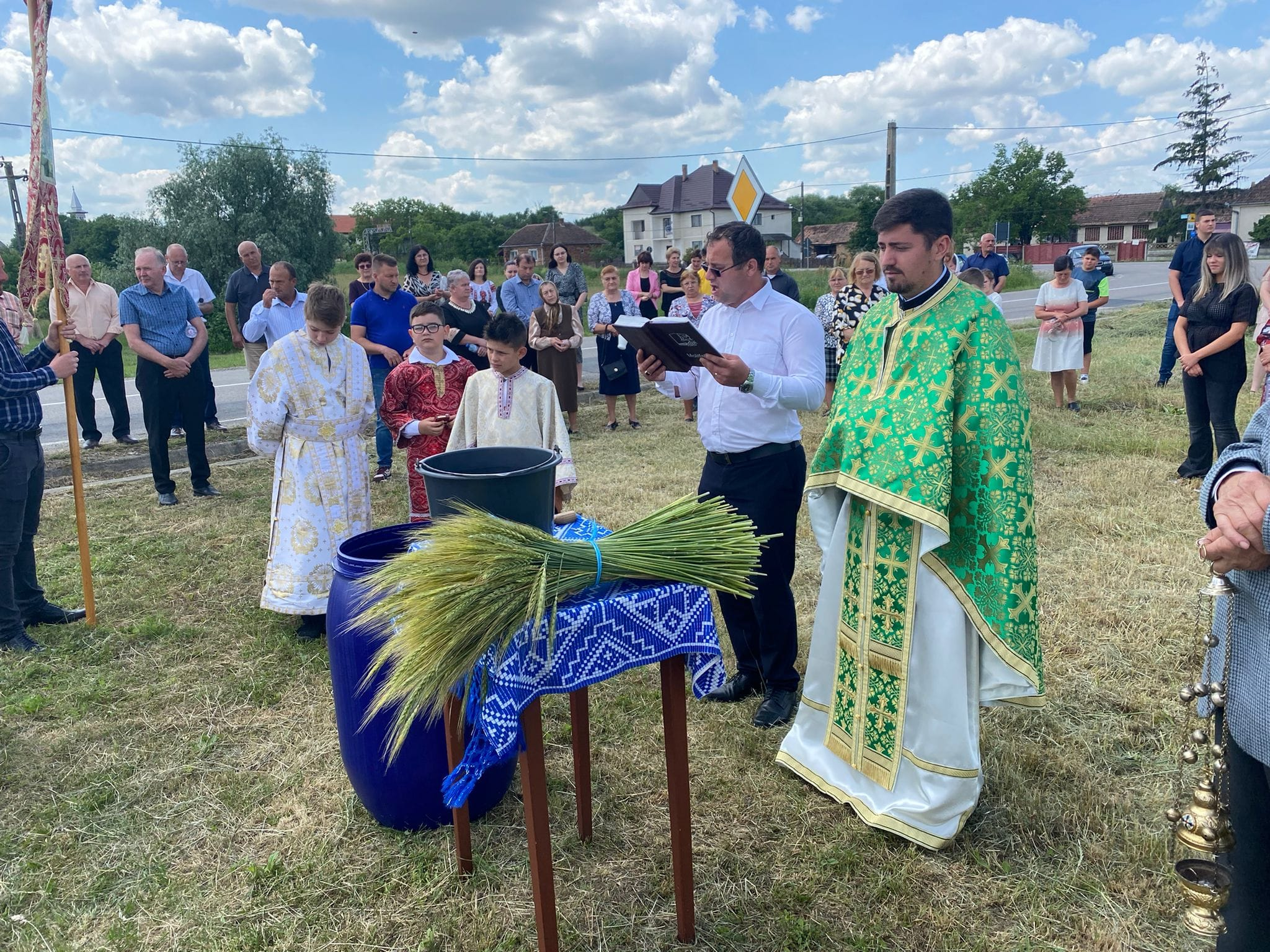